# Tokajík
Tokajík est un village de Slovaquie situé dans la région de Prešov.

## Histoire
Première mention écrite du village en 1430.

## Démographie

### Évolution de la population
| Année:               | 1994. | 2004.    | 2014.   | 2024.   |
| -------------------- | ----- | -------- | ------- | ------- |
| Nombre de personnes: | 135   | 111      | 103     | 95      |
| Différence:          |       | -17,77 % | -7,20 % | -7,76 % |

| Année:               | 2023. | 2024.   |
| -------------------- | ----- | ------- |
| Nombre de personnes: | 96    | 95      |
| Différence:          |       | -1,04 % |